# Гомбоева-Языкова, Клавдия Ивановна
Клавдия Ивановна Гомбоева-Языкова - советский хозяйственный, государственный и политический деятель. Заслуженная артистка РСФСР (1948).

## Биография
Родилась в 1915 году. Член ВКП(б).
С 1938 года - на хозяйственной, общественной и политической работе. В 1938-1984 гг. — оперная певица (лирическое сопрано) в Бурятской филармонии, хористка Бурятского музыкально-драматического театра в Улан-Удэ, студентка Московской консерватории, солистка оперной труппы Бурятского музыкально-драматического театра, солистка Бурятского театра оперы и балета, преподаватель вокала музыкального училища в Улан-Удэ.
Избиралась депутатом Верховного Совета СССР 2-го созыва.
Умерла в Улан-Удэ в 1988 году.